# TV Koper-Capodistria
TV Koper-Capodistria è un'emittente televisiva pubblica slovena, del gruppo RTV Slovenija di Lubiana, con sede a Capodistria (Slovenia). Trasmette in lingua italiana e slovena.
Opera nell'ambito del servizio pubblico radiotelevisivo transfrontaliero della macroregione costiera adriatica. Il suo bacino d'utenza comprende parte dei territori italiano, sloveno e croato. Svolge, unitamente a Radio Capodistria, il ruolo di emittente al servizio della comunità nazionale italiana in Slovenia ed in Croazia e di quella slovena e croata in Italia. Negli anni settanta e ottanta, per gli effetti della regolamentazione televisiva dell'epoca, poteva essere considerata una rete televisiva italiana in concorrenza diretta con le reti Rai, visibile su quasi tutto il territorio nazionale in qualità di emittente internazionale.

## Storia

### Dalla fondazione nel 1971 al 1988
Il 6 maggio 1971 TV Koper-Capodistria inizia a diffondere le sue trasmissioni, quando in Italia non erano ancora consentite le televisioni private via etere.  L'8 maggio 1971 parte il notiziario, il primo telegiornale in lingua italiana rivolto alla minoranza italiana; le trasmissioni sono a colori (in anticipo di sei anni rispetto alla Rai): Capodistria è la prima rete a colori visibile nella vicina Italia e inizia a espandersi rapidamente su gran parte del territorio italiano. Trasmette in diretta i Giochi olimpici del 1972, il Campionato mondiale di calcio 1974, il Campionato europeo di calcio 1976 e i Giochi olimpici del 1976.
Nel 1974 in Italia la Corte Costituzionale concesse ai privati la facoltà di trasmettere via cavo in ambito locale. Prima di tale anno, TV Koper-Capodistria, la Radio Televisione Svizzera Italiana e la monegasca Telemontecarlo rappresentavano l'unica vera alternativa ai canali pubblici della Rai. Nel 1975 gli studi televisivi dell'emittente ricevettero la visita del presentatore televisivo Mike Bongiorno, notissimo presso il pubblico italiano, momentaneamente esiliato dalla Rai e sotto contratto con la Radio Televisione Svizzera Italiana. Mike voleva avviare una collaborazione con la rete capodistriana, ma venne poi ingaggiato dall'imprenditore milanese Silvio Berlusconi per lanciare l'emittente locale Telemilano 58, il nucleo della futura syndication nazionale Canale 5.
Il 10 febbraio 1976 va in onda per la prima volta il programma  Odprta meja, cioè Confine aperto in lingua slovena: una trasmissione informativa dedicata alla minoranza slovena in Italia. La trasmissione venne realizzata dai giornalisti dell'agenzia «Alpe Adria» di Trieste. Dal novembre 1981 Odprta meja da trasmissione settimanale diventa quotidiana costituendo l'embrione dal quale si svilupperà il programma regionale in lingua slovena. Quanto alla programmazione cinematografica, per la maggior parte si trattava di pellicole che in Italia non erano trasmesse (ad esempio film di Elio Petri, Francesco Rosi, Carlo Lizzani e Pier Paolo Pasolini). Il palinsesto prevedeva un film a sera — quando la Rai ne trasmetteva uno alla settimana — molto sport in diretta, informazione, documentari, musica, cartoni animati. I film erano trasmessi in lingua originale con sottotitoli su due righe, sopra sloveno e sotto italiano.
Dal 1976 al 1984 i programmi giornalieri di Radio e TV Capodistria vengono pubblicati regolarmente in Italia all'interno del Radiocorriere TV, il settimanale ufficiale della Rai, edito da Rai Eri. In quel periodo il segnale di TV Koper-Capodistria è disponibile in buona parte d'Italia grazie a ripetitori dedicati, spesso gestiti dalla sua società italiana di rappresentanza, la "Ponteco"; in altre zone non raggiunte direttamente, comincia a essere ripetuta da varie emittenti locali: Asco Radio Tv (Novara), Video Uno (Torino), TeleCittà (Genova), Uno Tv (La Spezia), TeleOrobica (Bergamo), Diffusione Europea (Padova), Sesta Rete (Bologna), TeleRegione (Firenze), Antenna Tre (Marche), Umbria Tv (Perugia), TeleCentro (Pescara), Video Uno (Roma), Voce del Lazio (Frosinone), NapoliTivù (Napoli) Tele Salerno 1 (Salerno), TeleCapoPalinuro (Cilento e golfo di Policastro), Tele Dauna (Taranto), Video Levante (Taranto), TV Sud (Cosenza) TeleSpazio (Catanzaro), Canale 8 (Catania, emittente del gruppo Telecolor). 
Dall'autunno 1982 al 1988 le emittenti locali che ripetono il segnale di TV Koper-Capodistria formano il circuito Teleconsorzio.
Il 24 novembre 1987 TV Koper-Capodistria entra nell'orbita della Fininvest, la società finanziaria proprietaria dei canali televisivi di Silvio Berlusconi (oggi Mediaset). La «Ponteco», ora società controllata dalla Fininvest, rileva la rete di frequenze per la diffusione dell'emittente capodistriana in territorio italiano. Successivamente la società milanese sigla un accordo, in vigore dal 1º gennaio dell'anno successivo, per la gestione della raccolta pubblicitaria tramite la controllata Publitalia '80, che si sostituisce a quella che TV Koper-Capodistria aveva in precedenza, la Sipra, ovvero la stessa della Rai. Dal gennaio 1988 la Fininvest, tramite la controllata Elettronica Industriale, estende progressivamente il segnale a tutte le regioni d'Italia, utilizzando frequenze in precedenza ridondanti e portando il segnale a una copertura non dissimile dalle "cugine" Canale 5, Italia 1 e Rete 4.
Nel febbraio 1988 TV Koper-Capodistria diventa il primo canale sportivo monotematico in Europa. In anticipo di due anni sulle emittenti private italiane, la rete trasmette le telecronache dei più importanti avvenimenti sportivi internazionali. Nel periodo berlusconiano il segnale viene parzialmente sdoppiato: in una fascia orale preserale, inizialmente dalle 18:00 alle 19:00 e poi dalle 19:00 alle 20:30, sui ripetitori italiani continuano le trasmissioni in lingua italiana, mentre sui ripetitori sloveni va in onda una programmazione informativa italo-slovena; per il resto il palinsesto è identico. Il primo evento sportivo trasmesso in diretta in Italia sono i Giochi olimpici invernali di Calgary del 1988, e presto seguono le dirette del Campionato italiano di calcio. Il gradimento del pubblico interessato allo sport, sia sloveno sia italiano, fu consistente.
Nel 1990, per la prima volta, i collaboratori della rete scioperano per un giorno in seguito alla decisione della RTV Slovenija, maturata nel luglio di quell'anno, di sottrarre alla rete la diffusione delle immagini, sia in diretta sia in differita, dell'Eurovisione. Per effetto di questa decisione, l'emittente non poté trasmettere il Campionato mondiale di calcio 1990, che si svolse proprio in Italia.

### Dal 1990 al 1999
Nell'agosto 1990 entra in vigore la nuova legge italiana sull'emittenza radio-tv (Legge Mammì); la norma, in regime di concessioni, regola il numero massimo di emittenti nazionali che un singolo editore può possedere in Italia. Dal 16 ottobre 1990 la Fininvest, che già da tempo vuole creare in Italia la prima televisione privata nazionale a pagamento, su gran parte delle frequenze italiane di Capodistria inizia a trasmettere TELE+2 (poi TELE+ Nero e infine Sky Sport 1), sorella della prima tv a pagamento italiana TELE+1 (poi TELE+ Bianco e infine Sky Cinema 1). Rimangono a TV Koper-Capodistria alcune frequenze in Veneto e al confine tra il Friuli-Venezia Giulia e la Slovenia, che verranno definitivamente cedute entro metà anni '90. Da quel momento il segnale dell'emittente istriana non viene più irradiato da impianti situati in territorio italiano, ma rimane ricevibile solo nella Venezia Giulia, nel medio-basso Friuli e nel Veneto orientale, in quanto raggiunte dal trasmettitore sloveno collocato sul monte Nanos.
Per circa un anno, tra il 1990 e il 1991, TV Koper-Capodistria si dedica a ripetere in vari momenti alcuni programmi di TELE+2; in seguito riprese una programmazione interamente generalista.
Nel 1993, dopo lo sciopero del 1989, i collaboratori dell'emittente scioperano una seconda volta (per tredici giorni) di fronte alla minaccia della RTV Slovenija di sopprimere buona parte delle ore giornaliere destinate alla programmazione in lingua italiana.
Nel 1995, con Radio Capodistria, diventa parte integrante del nuovo Centro Regionale RTV Koper-Capodistria. È un nuovo impulso allo sviluppo, nell'ambito del servizio pubblico radiotelevisivo della Slovenia, dei suoi ruoli primari di televisione della Comunità Nazionale Italiana (CNI), di emittente che produce programmi regionali in lingua slovena, programmi per la minoranza slovena in Italia e la Tv pubblica nazionale RTV Slovenija. RTV Koper-Capodistria trasmette i suoi programmi su un'ampia area a cavallo di Slovenia, Italia e Croazia e diventa il più importante e significativo polo televisivo informativo e culturale di riferimento frontaliero e transfrontaliero. Nel corso del 1995 viene avviato anche il rinnovamento tecnologico dell'emittente.
Nel 1999 la rete istriana ancora una volta anticipa i tempi ed abbatte i confini: in stretta collaborazione con la Rai Friuli-Venezia Giulia di Trieste e con il sostegno di tutte le organizzazioni rappresentative della minoranza italiana in Slovenia e Croazia e di quella slovena in Italia, dà vita al progetto della Televisione Transfrontaliera che coinvolge anche il canale italiano in lingua slovena Rai 3 BIS FJK e Tv Slovenija3.

### Dal 2000 ad oggi

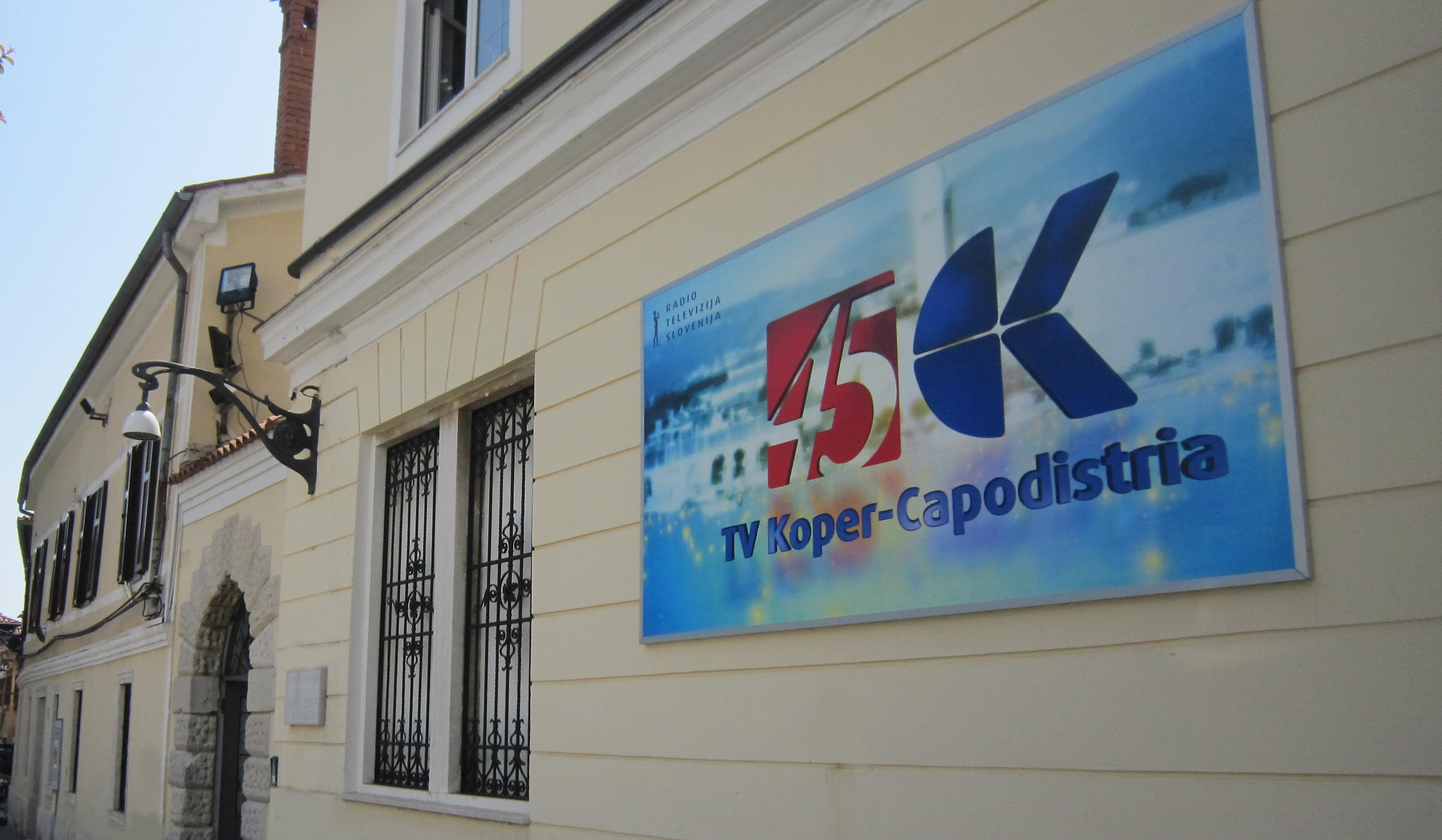
ingresso di "Palazzo Tarsia" sede dell'emittente

Nel 2001 RTV Koper-Capodistria festeggia i 30 anni di attività televisiva e trasmette il programma 30 anni di Tv. Per l'occasione il Centro Regionale RTV realizza il libro I colori del Tempo denso di testimonianze dei maggiori collaboratori del passato della rete capodistriana.
Nel 2006, nello spirito della nuova collaborazione tra Slovenia e Italia, con il sostegno dei mezzi del Governo Italiano e della Regione Friuli-Venezia Giulia, tramite la collaborazione tra l'Unione Italiana e l'Università Popolare di Trieste, inizia a trasmettere anche via satellite su tutta Europa tramite Eutelsat Hot Bird 13°est. È un nuovo slancio alla crescita della rete Capodistriana e alla diffusione dei suoi programmi.
Nel 2009 ritorna a pieno titolo in Italia con la diffusione della sua programmazione su tutto il territorio nazionale tramite la nascente piattaforma televisiva satellitare italiana Tivùsat (canale 74 dell'LCN) operativa all'interno del satellite Eutelsat Hot Bird 13°est.
La sera del 22 novembre 2010, con lo spegnimento del segnale analogico in tecnica PAL (canali 27 e 58) diffuso dal monte Nanos, TV Koper-Capodistria transita nel DVB-T (digitale televisivo terrestre) sloveno all'interno del multiplex A/ovest. Il segnale digitale viene irradiato dai trasmettitori di monte Nanos, di Antignano e di Croce Bianca di Portorose, nel comune di Pirano. Con il passaggio tecnico dall'analogico al digitale l'emittente perdeva quote di ascolto importanti in Italia, per due ragioni: a) molti telespettatori non disponevano di televisori e decoder adatti a ricevere segnali video in codifica MPEG4 (che all'epoca era in uso nel territorio italiano soltanto per i pochi canali in HD); b) l'assegnazione LCN non era stata confortevole (in particolare per le persone anziane, abituate ad usare solo i primi nove tasti del telecomando).
Nel 2011 ricorrono i 40 anni dalla nascita della televisione di Capodistria e nel mese di giugno gli studi tv aprono al pubblico che può visitarli. Viene stampato un pieghevole dal titolo 40 anni Tv Koper-Capodistria all'interno del quale è riportata una breve storia della tv.
Il 4 luglio 2014 la presidente della Rai Anna Maria Tarantola, visita la sede del canale accolta dal direttore generale della RTV Slovenija e dai responsabili dei programmi italiani del Centro Regionale RTV Slovenija.
Il 10 marzo 2015 le redazioni dei programmi in italiano diffondono un appello a tutte le istituzioni interessate (Comunità Nazionale Italiana in Slovenia e Croazia, i rispettivi governi, il governo italiano e le strutture preposte della RTV Slovenija) in relazione alla possibilità che la diffusione del segnale satellitare (irradiato da Eutelsat Hot Bird 13° est), possa essere posto in discussione per motivi di ordine economico. Nel comunicato si esprime la preoccupazione che, riducendosi l'ampiezza del segnale potrebbe ridursi anche il bacino d'utenza, in particolare in numerose aree dell'Istria, di Fiume, del Quarnero e della Dalmazia non coperte dal digitale terrestre.
Il 1º luglio 2015 TV Koper-Capodistria e Euroregionenews.eu (agenzia friuliana di informazione) concordano uno scambio per la reciproca promozione di contenuti editoriali tra le due realtà al fine di creare sinergie per allargare la platea degli utenti in ambito transfrontaliero. L'accordo prende spunto da una "compatibilità delle linee editoriali in funzione di una informazione e di una comunicazione orientate alla valorizzazione delle minoranze linguistiche slovena ed italiana e allo sviluppo di una sempre più efficace cooperazione".
Dal 10 giugno al 10 luglio 2016 trasmette, in diretta, tutti gli incontri dei Campionati europei di calcio disputati in Francia. Le telecronache non erano visibili né sul satellite diffuso dalla piattaforma tivusat né sullo streaming online per motivi di diritti trasmissivi. Il 18 giugno 2016 l'emittente festeggia i 45 anni dall'inizio dei programmi in lingua italiana e con l'occasione è stata organizzata la "Giornata delle porte aperte di TV Koper-Capodistria" che ha previsto, tra l'altro, la visita guidata agli studi della televisione e della radio, seguita dall'incontro con gli ex dipendenti.
Il 9 novembre 2019 vengono interrotte le trasmissioni satellitari di radio e TV su Hotbird di Eutelsat. Non disponendo delle risorse finanziarie necessarie, l'azienda non proroga ulteriormente la validità del contratto di noleggio del canale.
Il 20 agosto 2020 riprendono le trasmissioni satellitari di radio e TV su Eutelsat 16 gradi Est frequenza 11.678 MHz, polarizzazione orizzontale, velocità del segnale: 30,000 MSym / s, Standard: DVB-S2, Modulazione: 8PSK, che copre tutta l'Europa, in chiaro.
Il 6 maggio 2021, in una conferenza stampa trasmessa in diretta, anche sulla piattaforma digitale e sulle reti sociali, TV Capodistria celebra i suoi 50 anni d'attività. L'8 maggio 1971 andava in onda, infatti, il primo telegiornale dallo studio capodistriano. In agosto continuano le celebrazioni con un concerto, intitolato “C’eravamo tanto amati”, il primo mezzo secolo dalla fondazione svoltosi all’Auditorio di Portorose.

## Palinsesto
Fino al 2015 i programmi iniziavano alle 13:55 e terminavano alle 01:00 circa. Nelle ore di non programmazione andava in onda l'InfoCanale, pagina multimediale che trasmetteva informazioni meteo e la presentazione dei programmi giornalieri di TV e Radio Capodistria sullo sfondo video di una live webcam posizionata sull'antenna di Radio Capodistria che riprendeva una parte della città.
Dal 1º maggio 2015 le trasmissioni iniziano alle 13:45 con la presentazione dei programmi della giornata, mentre l'InfoCanale non viene più trasmesso. Nella fascia oraria già occupata dal citato servizio informativo viene ora diffusa, tramite webcam, un'immagine mobile del centro storico di Capodistria, che ritrae tra l'altro il campanile della Cattedrale dell'Assunta. Sullo sfondo si notano il comune sloveno di Ancarano, confinante con l'Italia, e la collina di Semedella. All'immagine della webcam è associato un pannello in sovraimpressione che riporta un orologio analogico con data e giorno, temperatura della città e del mare, logo della TV e le informazioni per contattare la TV stessa. In orizzontale scorrono, alternandosi, i programmi della giornata di TV e Radio Capodistria con sottofondo musicale, in simulcast, di quest'ultima.
La rete dedica ogni giorno dalle 18:00 alle 19:00 un primo spazio alle trasmissioni in lingua slovena costituito da un programma dedicato alla vita e alla cultura istriana seguito dal meteo "Vreme" e dal notiziario "Primorska Kronika". Al termine della seconda serata vi è un secondo spazio in lingua slovena con la messa in onda del notiziario Primorska Kronika e del TDD FJK (TGR regionale del Friuli-Venezia Giulia) in lingua slovena prodotto dalla redazione slovena di Rai Friuli-Venezia Giulia di Trieste.
In occasione della copertura in diretta di eventi speciali l'apertura della programmazione viene anticipata (per esempio il Concerto di Capodanno di Vienna).
Dalla nascita della Tv e fino al mese di marzo 2015, il protagonista della sigla di apertura e chiusura dei programmi era il "pastorello o ragazzo con il flauto" (opera scultorea del maestro sloveno Zdenko Kalin), che rappresenta da sempre il logo aziendale dell'Ente pubblico RTV Slovenija, accompagnato dalle note dell'inno nazionale sloveno.

### Programmi in lingua italiana
- A tambur battente
- Alpe Adria
- Amore con il mondo
- Artevisione Magazine
- Azzurro quotidiano
- Bell'Italia
- Biker explorer
- Briciole di...
- L'attualità giovane
- L'Universo è...
- La magia del cristallo
- La nostra storia (45 anni di TV K-C)
- Slovenia Magazine
- K2 la montagna e le sue genti
- Istria e dintorni
- Campionati mondiali di sci
- Concerto
- Ciak Junior
- City folk
- Classicamente sonori
- Concerti di musica sacra
- Dedicato a Capodistria
- Domani è domenica
- Eco
- Effe's inferno
- El dia che me quieras
- Elezioni
- Est-Ovest
- Euro 2016 yesterday
- EuroNews
- Fanzine
- Feelthe90
- Festival Corale di Capodistria
- Festival dell'Adriatico
- Festival IstroVeneto
- Folkest a Capodistria
- Giò
- I concerti di Tv K-C
- I corti di maremetraggio
- I regali della natura
- Il giardino dei sogni
- Il settimanale
- In orbita
- Incontri in comunità
- Istria nel tempo
- Itinerari collezione
- La magia del cristallo
- Le parole più belle
- Lynx
- Mediteran Festival
- Mediterraneo
- Meridiani
- Mister Gadget
- Musica sotto l'Olivo
- Ora musica
- Odissea isolana
- Paese che vai...
- Paga sempre Pantalon
- Pallacanestro
- Parliamo di...
- Quarantacinque brindisi a TV Capodistria
- Repotez
- Rivedere che piacere
- Rispolverando palinsesti
- Salve
- School is cool
- Sms
- Spezzoni d'archivio
- Sport senza confini
- Sui sentieri della Grande Guerra
- Tiggì events.it
- Tv transfrontaliera
- Una ciacolada con...
- Una vita, una storia
- Viaggio istriano
- Videomotori
- Village folk
- Vocine nuove di Castrocaro
- Webolution
- Zoom
- Zona sport

Speciali in lingua italiana:
- Alpen Rally Kitzbühel 2016
- Auschwitz
- Delamaris
- Expo Milano
- Folkest: Spilimbergo in festa
- I 25 anni dell'Unione Italiana
- Io che amo solo te - Sergio Endrigo
- L'acqua del Tagliamento
- Miroslav Košuta
- Nino Benvenuti, da Isola d'Istria ai ring di tutto il mondo
- Oleg Mandić, la mia bella vita grazie ad Auschwitz
- Pezzi da 90: Teddy Reno
- Renzo Arbore a Pola
- Srebrenica
- Stati Uniti d'America
- 45 anni di TV Koper-Capodistria - Videoselfie
- Viktor Parma 1858-1924

### Programmi in lingua slovena
- 40 let "odprte meje"
- Bukvožerček
- City folk
- Firbcologi
- Izostritev
- Kraji in obicaji
- Ljudje in Zemlja
- Ljudske zgobde s krasa
- Med valovi
- Nautilus
- Na Obisku
- O živalih in ljudeh
- Poteze Istrskega življenja
- Pravljice Mike Make
- Presek
- Sledi
- Škocjanska okapnca
- Športel
- Športna Mreža
- S-Prehodi
- Števerjan
- Village folk
- Vreme
- Zs murja u mrježu
- Žogarija

### Telegiornali
- TuttOggi, notiziario in lingua italiana, trasmesso alle 19:00 (prima edizione) e alle 21:00 (seconda edizione);
- TGR Friuli Venezia Giulia, notiziario regionale in lingua italiana, trasmesso alle ore 14:00 (realizzato da Rai FVG);

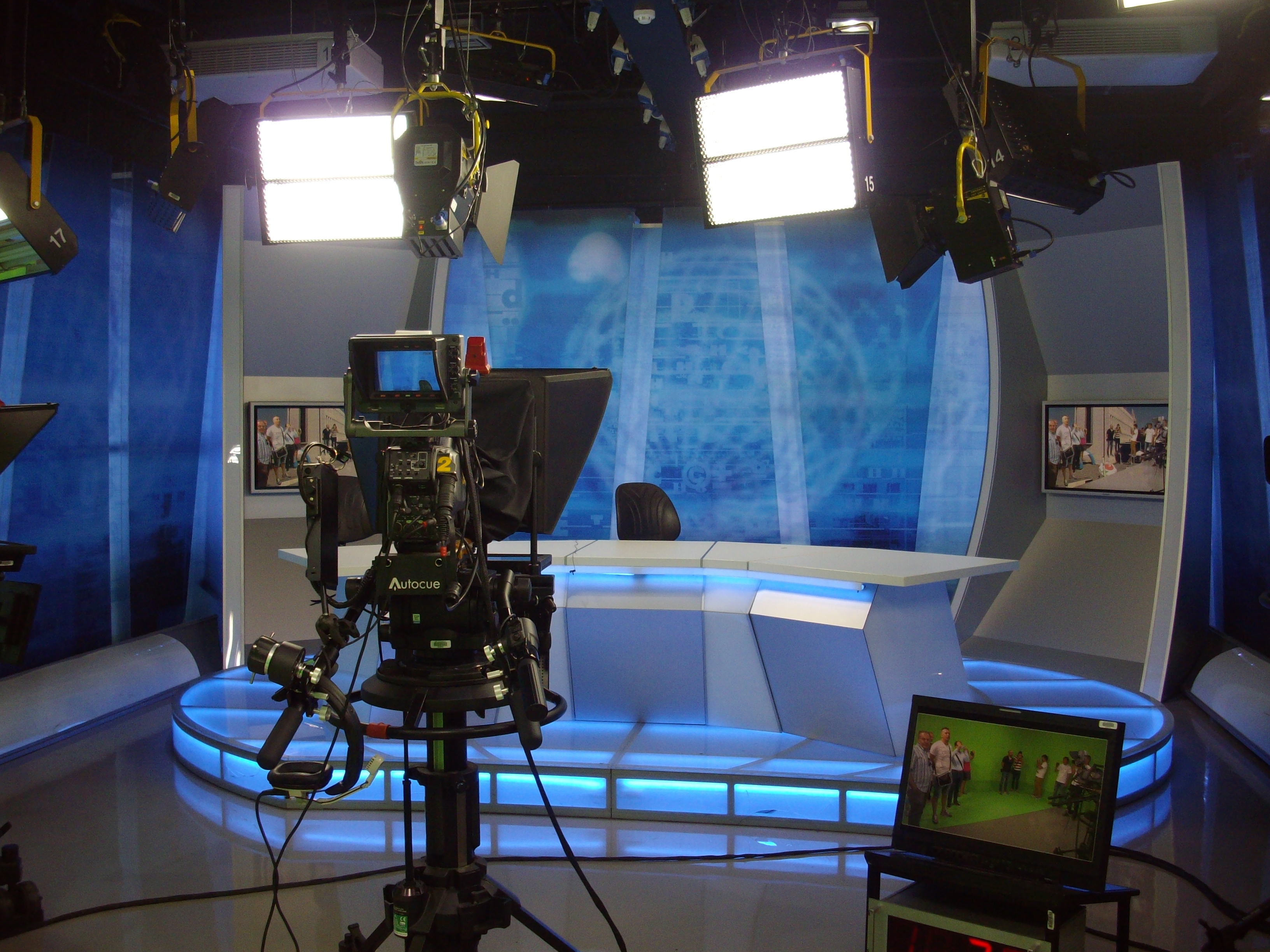
lo studio del telegionale TuttOggi

- Primorska Kronika, notiziario in lingua slovena, trasmesso alle 18:40 e replicato in seconda serata;
- TDD Furlanija Julijska Krajna, notiziario regionale in lingua slovena, trasmesso alle 24:00 (realizzato da Rai 3 BIS FJK).

La redazione italiana di TuttOggi cura inoltre tre programmi di approfondimento settimanale:
- TuttOggi Attualità
- TuttOggi Scuola
- Meridiani

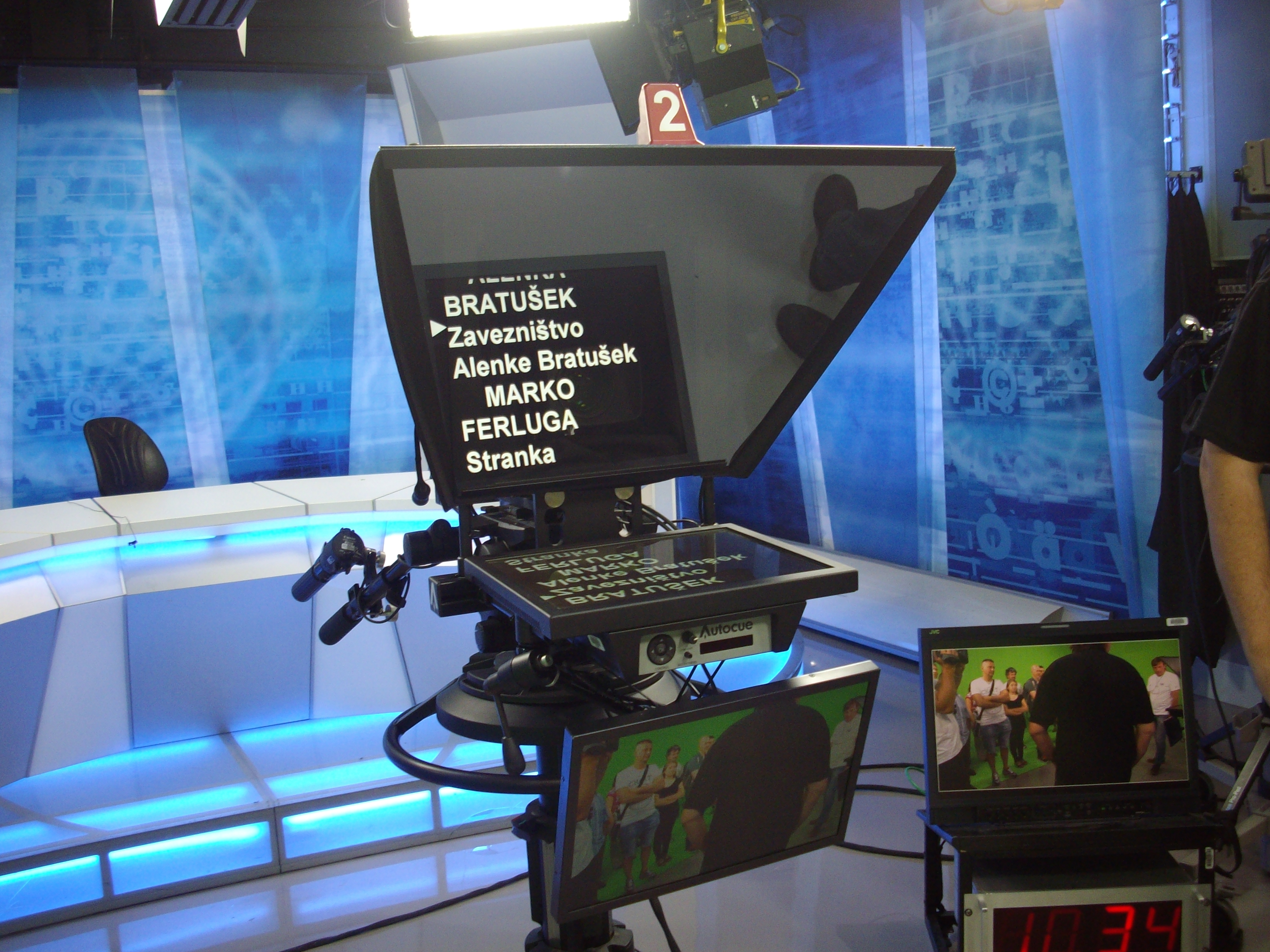
"il gobbo" nello studio del telegionale TuttOggi (Teleprompter)

Come servizio di Tv transfrontaliera, trasmette la diretta alle 14:00 il TGR Friuli-Venezia Giulia prodotto dalla sede Rai regionale di Trieste seguita da dieci minuti di notizie, in differita, del canale satellitare paneuropeo EuroNews, in lingua italiana. Verso la mezzanotte viene proposto il telegiornale regionale della Rai, in lingua slovena, TDD Furlanija-Julijska Krajina delle ore 20:30 in onda su Rai 3 BIS FJK).
Caratteristica di Tv Koper-Capodistria è la messa in onda del segnale orario prima dell'inizio dei notiziari italiani e sloveni, comune tra l'altro anche sulle altre reti pubbliche: la slovena TV SLO 1, la croata HRT 1, e le tedesche Das Erste e ZDF.
Il 12 settembre 2016 sono stati completamente rinnovati lo studio, la grafica, le sigle e gli stacchi musicali del Tg "TuttOggi" e delle altre trasmissioni informative mentre la rubrica delle previsioni del tempo, collocata anche all'interno del Tg TuttOggi, precedentemente chiamata "Il tempo", è stata rinominata "Meteo".

### Sport
Larga parte del palinsesto è dedicata allo sport. Le trasmissioni sportive autoprodotte sono:
- Tg Sport: in onda ogni giorno al termine della prima edizione del telegiornale TuttOggi;
- Zona sport: rotocalco di approfondimento sportivo in onda il lunedì;
- Sport senza confini.

L'emittente trasmette inoltre, in diretta e in differita, i campionati mondiali di sci alpino, di sci di fondo, di salto con gli sci, di pallamano maschile, di biathlon nonché i campionati di calcio e di pallacanestro sloveni.

## Programmi del passato[19]

### Approfondimento, attualità, medicina, musica, scienza
- Achtung Baby!
- Agorà
- Alta pressione
- Bersaglio
- Buonasera
- Campo base - Il mondo dell'avventura
- Canale 27
- Cantanti sulla marina istriana
- Capodistria per amica - estate
- Carnevale muggesano
- Cartolandia
- Check-up
- Cinenotes
- Cantapiccolo
- Conoscere per sapere
- Con noi... in studio
- Cori di casanostra
- Cori sloveni
- Dimensione aperta
- Donna Kopertina
- Dossier dei nostri giorni
- Due minuti
- Duemila parole
- Elza comic
- Estrazioni del lotto
- Festivalbar 1982
- Festivalbar 1983
- Festival della canzone Europea
- Festival della canzone Italiana
- Festival della canzone Jugoslava
- Festival della montagna
- Festival della musica leggera
- Festival della Romagna
- Festival internazionale del jazz
- Festival Tv
- Grappeggia show
- Hanna e Barbera show
- I menestrelli
- I canti della riscossa
- Ieri e oggi
- Il circo
- Il circo di Billy Smart
- Il piacere degli occhi
- Impariamo a conoscere la musica
- In piedi o seduti
- Jazz sullo schermo
- Juke-box
- L'arte jugoslava
- L'autunno sulla marina istriana
- L'Italia vista dal cielo
- L'ora di Julio Iglesias
- La clessidra
- La costiera
- Le manifestazioni economiche
- Lo stato delle cose
- Lo stato delle cose cultura
- Lo stato delle cose giovani
- Locandina
- Lorecchiocchio
- Macchina del tempo
- Medico e bambino
- Medico e paziente
- Musica popolare
- Musica senza confini
- Musical
- Musicalmente
- Noi... la domenica
- Notiziario
- Nottuno musicale
- Notturno pittorico
- Oggi la città
- Originale televisivo
- Pagine aperte
- Panorama culturale
- Parole mie
- Parliamo di...notte
- Passo di danza
- Pennino d'argento
- Piccolo concerto
- Polvere di stelle
- Primomercato
- Quota 2000
- Ray Antony Show
- Ridolini
- Rock sloveno
- Speciale campo base
- Sotto le stelle
- Start
- Studio Aperto
- Tam Jones Show
- Tanti saluti
- Tasto matto
- Telestart '80 Lignano Sabbiadoro
- Temi d'attualità
- Trim test
- Turismo-Dimensione 70
- Tuttifrutti
- Tom Jones show
- Un altro varietà
- Una vita, una storia
- Venti minuti con...
- Videomix
- Week-and in technicolor
- Zecchino d'Oro
- Zig Zag

### Cartoni animati
Numerosi disegni e pupazzi animati andavano in onda sia all'interno del programma L'angolino dei ragazzi (fino al 1982; nel 1981-1982 rinominato Ciao ragazzi), sia ne La scuola (1982), sia indipendentemente in orario serale:
- A sud dei tropici
- Antiche favole giapponesi
- Baldios
- Braccobaldo Bau
- Brigata d'assalto
- Cappuccetto a Pois
- Cronache del paese di Semplicia
- Don Chuck castoro
- Favole allegre
- Favole popolari
- Gatto Silvestro
- Gli antenati
- Il capello onnipotente
- Il coniglietto dalle orecchie quadrate
- Il conte Dracula
- Il folletto e la castagna
- Il magico mondo di Gigì
- Il racconto della giungla
- Il soldato e il drago
- Il topo di campagna
- Jacky, l'orso del monte Tallac
- Jamie e la torcia magica
- L'incredibile Shogun
- La banda dei ranocchi
- La farfalla felice
- Lamù, la ragazza dello spazio
- La palla magica
- La piccola Nell
- Le avventure del cavalluccio marino
- Le avventure dell'Ape Magà
- Le favole della foresta
- L'orso Yoghi
- Malacca
- Pegaso Kid
- Pollicino e i compagni della foresta
- Pupazzi di Maria Perego
- Simone
- Top Cat
- Viaggio intorno al mondo
- Viaggio nel paese dei pupazzi

Nel corso della programmazione dedicata ai ragazzi è andato in onda anche il programma Quel pazzo pazzo mondo dei cartoni animati condotto da Gian Bertacco.

#### Documentari
- Africa
- Alla scoperta degli animali
- Anelito di libertà
- Argonauti
- Automania
- Cia
- Gli amici dell'uomo
- I giardini zoologici
- I parchi nazionali jugoslavi
- I pellerossa navajo
- I predestinati
- Il mondo che ci circonda
- Il mondo che scompare
- I musei in Slovenia
- Il Perù prosegue il suo cammino
- Impariamo a sciare
- In difesa del mare
- Inverno eschimese
- Jane Eyre
- L'automobile vista dal cinema
- La matematica del tempo
- La storia delle SS
- La tentazione del nuovo
- Le città
- L'Italia vista dal cielo
- L'uomo e la terra
- L'uomo non ha confini
- La scatola del Kangbatchen
- Le navi dell'Adriatico
- Marie Curie
- Nascita di un cavaliere
- Nikola Tesia
- Pace senza pace
- Plitvice
- Ritorno sull'orlo del cratere
- Rotta Carachi
- Sulle tracce di Marco Polo
- Temi d'attualità
- Terza pace mondiale
- Tutankamen
- Un campione per Montréal
- Vietnam senza il 17º parallelo
- Vita da sub

### Sceneggiati
- A mezzogiorno le ombre si dileguano
- Anno Domini 1573
- Bogumil e Barbara
- Diciassette istanti di una primavera
- E le stelle stanno a guardare
- Giorni neri
- Gli amori di Napoleone
- I miserabili
- I visitatori
- Il delirio
- Il ritorno
- Jenny
- L'avventuroso simplicissimus
- L'Isola del gabbiano
- L'ottava offensiva
- La cugina Betta
- La fattoria del canneto piccolo
- La freccia nel fianco
- La miniera è nostra
- La notte e i giorni
- Le grandi congiure
- Le strade della Polonia
- Lucien Leuwen
- Madame Bovary
- Marco Polo
- Maria
- Mosè
- Nicola Tesia
- Paul Gaugiun
- Storia di un inganno
- Un mazzo di filo spinato
- Verdi
- Vie rette e vie traverse
- Vita e morte di Penelope

### Sport
- APT tour
- Assist
- Baseball
- Bordo Ring
- Box d'estate
- Calcio d'estate
- Campionato del Mondo di Motociclismo
- Dentro il mundial
- Eurogolf
- Fish eye
- Goal d'Europa
- Hockey
- Il grande tennis
- Il meglio di Koper
- Juke box
- Mezzanotte goal
- Off shore
- Settimana goal
- Speciale bordo ring
- Speciale tuttocoppe
- Super cross
- Super volley
- Speedweek
- Sport time
- Sport parade
- Sport spettacolo
- Sportime domenica
- Super wrestling
- Telesport
- Tuttocalcio
- Usa sport
- Videosport
- World league
- Wrestling sportlight

### Telefilm
- A Tuttomare
- Al banco della difesa
- Avventure d'oriente
- Avvocati alla prova del fuoco
- Barbagianni Pavoncelli & Co
- Brigata d'assalto
- Città controluce
- Colombo
- Colonel March
- Crisia Chrysier
- Cuori solitari
- Doppio gioco a San Francisco
- Dr. Welby
- George
- Gli esaltati
- Gli errori giudiziari
- Hondo
- I cavalieri del cielo
- I fuorilegge
- I nuovi poliziotti
- I pionieri del cielo
- I re della collina
- I vendicatori
- Il brivido dell'imprevisto
- Il carissimo Billy
- Il caso Russel
- Il cavaliere solitario
- Il prezzo della giustizia
- Il ritorno dell'ispettore Bluey
- Ironside
- Kojak
- L'allenatore Wolf
- La legge del Far West
- L'incredibile dr. Hogg
- L'omicida
- L'ottava offensiva
- La legge del slenzio
- La gang degli orsi
- La grande vallata
- La morte in faccia
- La signora giudice
- La squadra segreta
- Lancer
- Le strade della California
- Mannix
- Marcus Welb
- Maud
- Papà in viaggio d'affari
- Pippi calzelunghe
- Ryan
- Salut champion
- Scaccomatto
- Sergente Preston
- Squadra speciale
- The bold Ones
- The collaborators
- Toma
- Tre nipoti e un maggiordomo
- Una coppia quasi normale

### Telenovele e altri serial tv
- Bambina cattiva
- Clinger
- Giulia
- I cento giorni di Andrea
- Mamma Vittoria
- Povera Clara

### Telegiornali
- Primorska kronika (in lingua slovena)
- Tuttoggi (in lingua italiana)

## Principali volti e collaboratori del passato
- Bruna Alessio
- Renato Alessio
- Ettore Battelli
- Paolo Bertolucci
- Gian Bertacco
- Nives Beržan
- Branimir Bimbašič
- Alex Bini
- Giovanni Bruno
- Matej Brus
- Rita Burzio
- Pino Calla
- Mario Camicia
- Izidor Celin
- Jože Cegnar
- Ljubo Cergonja
- Gianni Cerqueti
- Gianfranco Cifali
- Roberto Colussi
- Gianni Coradin
- Luca Corsolini
- Giacomo Crosa
- Guido Morgavi
- Lorenzo Dallari
- Sandro Damiani
- Alessandro Damiani
- Flavio De Saro
- Fabrizio Del Piero
- Giuseppe Debernardi
- Dario Diviacchi
- Roberto Ferrucci
- Ambrogio Fogar
- Dušan Fortič
- Jolanda Grando
- Beno Hvala
- Stane Jerič
- Lorenzo Josa
- Peter Juratovec
- Tatiana Juratovec
- Rajko Kompan
- Mirjana Kramarič-Francè
- Sonja Larch
- Franco Ligas
- Roberto Lombardi
- Bruno Longhi
- Massimo Marianella
- Edo Marinšek
- Franko Maršič
- Ambra Mazzucato
- Guido Meda
- Boris Mikašinovič
- Ilija Milič
- Luciano Minghetti
- Samo Milaveč
- Liviana Miklaučič
- Drago Mislej
- Ljuban Mljač
- Gianni Lacovich
- Sergio Morosini
- Silvio Odogaso
- Ennio Opassi
- Gisella Pagano
- Dan Peterson
- Bruno Petrali
- Mirella Petronio
- Maria Pfeifer
- Rudi Pfeifer
- Sandro Piccinini
- Daniele Piombi
- Raffaele Pisu
- Gigi Poberaj
- Slavko Prijon
- Franco Romeo
- Silvano Sau
- Lucia Scher
- Sergio Settomini
- Rosy Simonovič
- Bruno Škerlavaj
- Crt Skodlar
- Silvio Stancich
- Claudio Steffè
- Franco Steffè
- Vito Stojanovič
- Oscar Sudoli
- Matjaž Tanco
- Sergio Tavcar
- Rino Tommasi
- Pino Trani
- Laura Vianello
- Angel Vidmar
- Ferdi Vidmar
- Manlio Vidocich
- Sandro Vidrih
- Giorgio Visintin
- Neva Zajc
- Vlado Zavišič
- Sergio Rebelli

## Annunciatrici
Le signorine buonasera di TV Koper-Capodistria hanno annunciato i programmi fino alla fine del 1987 anno in cui iniziò la collaborazione con Fininvest che trasformò l'emittente, per circa un biennio, in tv sportiva in grado di trasmettere le telecronache dirette che le tre televisioni della holding italiana ancora non avevano.
Annunciatrici che via via sono apparse in video:
- Anna Apollonio
- Bruna Alessio
- Vojka Berlot
- Rita Burzio
- Sonja Larch
- Teresa Matos
- Liviana Miklaučič
- Rosy Simonovič

Gli annunci avvenivano in diretta all'inizio, durante e alla fine della programmazione giornaliera. Le signorine buonasera apparivano in primo piano con alle spalle uno sfondo di colore grigio.

## Loghi in sovrimpressione
| 1971 - 1987 | 1987 - 2007 | 2007 - 2012 | dal 2012 |
| ----------- | ----------- | ----------- | -------- |